# Tereboutinets
 (juillet 2009).
Tereboutinets  (en russe : Теребутинец) est un village de l'oblast de Novgorod, en Russie. Le village comptait 52 habitants en 2010.

## Géographie
Tereboutinets est situé au nord-est des collines de Valdaï, à 20 km au sud-est de la commune urbaine de Neboltchi. à 215 km à l'est-sud-est de Saint-Pétersbourg et à 430 km au nord-ouest de Moscou.
Température moyenne : en juin 18 °C et en janvier −12 °C.
Le territoire communal est principalement recouvert de forêts de feuillus et de conifères. Dans un rayon de 5 à 10 km autour du village, se trouvent un grand nombre de lacs, tels que Mikhaïlinskoïe, Siverik, Dolgoïe. L'endroit est idéal pour la chasse et la pèche.

## Histoire
Tereboutinets a été fondé fans les années 1930.

## Source
- Article de la Wikipedia anglophone en:Terebutinets dans sa version du 25 avril 2009